# Sân bay Jorhat
Sân bay Jorhat (cũng gọi là Sân bay Rowriah) (IATA: JRH, ICAO: VEJT) là một sân bay ở Jorhat, Assam, Ấn Độ. Đây là một sân bay hỗn hợp dân dụng và quân sự. Sân bay Jorhat có một đường băng dài 2743 m bề mặt bê tông.

## Các hãng hàng không và các tuyến điểm
Hiện có các hãng hàng không sau đang hoạt động tại sân bay Jorhat:
- Deccan (Guwahati, Kolkata)
- Indian Airlines (Kolkata)
- Jet Airways (Guwahati, Kolkata)